# Project Gotham Racing 4
Project Gotham Racing 4 (PGR4) är det fjärde spelet i spelserien Project Gotham Racing. Spelet utvecklades av Bizarre Creations och publicerades av Microsoft Game Studios. PGR4 är uppföljaren till Xbox 360:s första spel, Project Gotham Racing 3.
Vid E3-mässan 2007 tillkännagav Microsoft att PGR4 skulle släppas i september 2007. Efter det har Bizarre Creations sagt att spelet inte kommer släppas förrän senare. Slutligen släpptes spelet i oktober 2007 i samtliga regioner.
Nytt i PGR4 är att man även kan köra motorcykel.